# Petronell (Herrschaft)
Die Herrschaft Petronell war eine Grundherrschaft im Viertel unter dem Wienerwald im Erzherzogtum Österreich unter der Enns, dem heutigen Niederösterreich.

## Ausdehnung
Die Herrschaft umfasste zuletzt die Ortsobrigkeit über Petronell, Wildungsmauer, Höflein, Regelsbrunn, Kroatisch Haslau und Ellend. Der Sitz der Verwaltung befand sich im Schloss Petronell.

## Geschichte
Letzter Inhaber der Familienfideikommissherrschaft war Franz Xaver Graf von Abensperg
und Traun (1804–1867), der die Herrschaft als Folge der Reformen 1848/1849 auflöste.